# Lindigshof (Dermbach)
Lindigshof ist ein Gehöft des Ortsteils Lindenau der Rhöngemeinde Dermbach im Wartburgkreis in Thüringen.

## Lage
Etwa zwei Kilometer (Luftlinie) südöstlich von Dermbach befindet sich der um 1884 in der Flur von Lindenau erbaute Lindigshof. Der Siedlungsplatz liegt auf einem nach Westen zum Feldatal abfallenden Hang des Lindig-Berges. Bei der Standortwahl war der Quellbach Lindenau, ein Zufluss der Felda von entscheidender Bedeutung, er entspringt am Rand des Gehöfts. Der Hof hat einen Anschluss an die Landesstraße 1026, sie führt von Dermbach kommend nach dem 1,5 Kilometer entfernten östlichen Nachbarort Wiesenthal. Nur ein Feldweg führt vom Lindigshof zum nur 500 m westlich gelegenen Dermbacher Ortsteil Lindenau. Die geographische Höhe des Ortes beträgt 390 m ü. NN.

## Geschichte
Auf einem Flurstück „die Hut“ bei Lindenau wurde 1884 mit dem Aufbau des Lindigshofes begonnen. Als Jahr der urkundlichen Ersterwähnung wurde das Jahr 1904 ermittelt.
Das Gut gehörte zwischenzeitlich dem deutschnationalen Politiker Friedrich Döbrich, der es in den 1920er Jahren einer Tochter als Mitgift schenkte. Die Familie Kellner wurde in der SBZ im Rahmen der Bodenreform enteignet.